# Саади Шерози (Кушониёнский район)
Саади Шерози (тадж. Саъдии Шерозӣ; до 2012 года — Чапаев) — село в Кушониёнском районе Хатлонской области Республики Таджикистан. Подчинен администрации джамоата посёлка Бохтариён.
Находится на расстоянии 16 км от райцентра (пгт. им. Исмоила Сомони) и 5 км от посёлка Бохтариён.
Население — 1359 чел. (2017).